# دوبژنچینو
دوبژنچینو (به لهستانی:  Dobrzęcino) یک روستا در لهستان است که در گمینا کوبلنگتسا واقع شده‌است.